# Эллиптическое уравнение

Гармоническая функция на кольце — решение уравнения Лапласа

Эллиптические уравнения — класс дифференциальных уравнений в частных производных, описывающих стационарные процессы.

## Определение
Рассмотрим общий вид скалярного дифференциального уравнения в частных производных второго порядка относительно функции {\displaystyle u:R^{n}\rightarrow R}:
{\displaystyle \sum _{i=1}^{n}\sum _{j=1}^{n}a_{ij}{\frac {\partial ^{2}u}{\partial x_{i}\partial x_{j}}}+\sum _{k=1}^{n}b_{k}{\frac {\partial u}{\partial x_{k}}}+cu=f(x_{1},\ldots ,x_{n})}
При этом уравнение записано в симметричном виде, то есть {\displaystyle a_{ij}=a_{ji}}. Тогда эквивалентное уравнение в виде квадратичной формы:
{\displaystyle \left(\nabla A\nabla ^{T}\right)u+\mathbf {b} \cdot \nabla u+cu=f(x_{1},\ldots ,x_{n})},
где {\displaystyle A=A^{T}}. 

Матрица {\displaystyle A} называется матрицей главных коэффициентов. 

Если все собственные значения матрицы {\displaystyle A} имеют одинаковый знак, то уравнение относят к эллиптическому типу. 

Другое, эквивалентное определение: уравнение называется эллиптическим, если оно представимо в виде:
{\displaystyle Lu=f(x_{1},\ldots ,x_{n})},
где {\displaystyle L} — эллиптический оператор.
Эллиптические уравнения противопоставляются параболическим и гиперболическим, хотя данная классификация не является исчерпывающей.

## Решение эллиптических уравнений
Для аналитического решения эллиптических уравнений при заданных граничных условиях
применяют метод разделения переменных Фурье, метод функции Грина и метод потенциалов.

## Примеры эллиптических уравнений
В математической физике эллиптические уравнения возникают в задачах, сводящихся лишь к пространственным координатам: от времени либо ничего не зависит (стационарные процессы), либо оно каким-то образом исключается.
- Уравнение Лапласа и уравнение Пуассона описывают различные стационарные физические поля.
- Стационарный аналог уравнения Шрёдингера, когда предполагается гармоническая зависимость от времени.
- Уравнения, получаемые из уравнений Максвелла. В этом случае эллиптические уравнения получаются из предположения, что электромагнитное поле либо не меняется с течением времени, либо меняется по гармоническому закону. Одним из уравнений, получаемых в таких предположениях, является уравнение Гельмгольца.
- Уравнение Стокса — стационарный аналог системы уравнений Навье-Стокса для устоявшегося течения,

а также многие другие стационарные аналоги гиперболических и параболических уравнений.